# アメリカ国防安全保障協力局

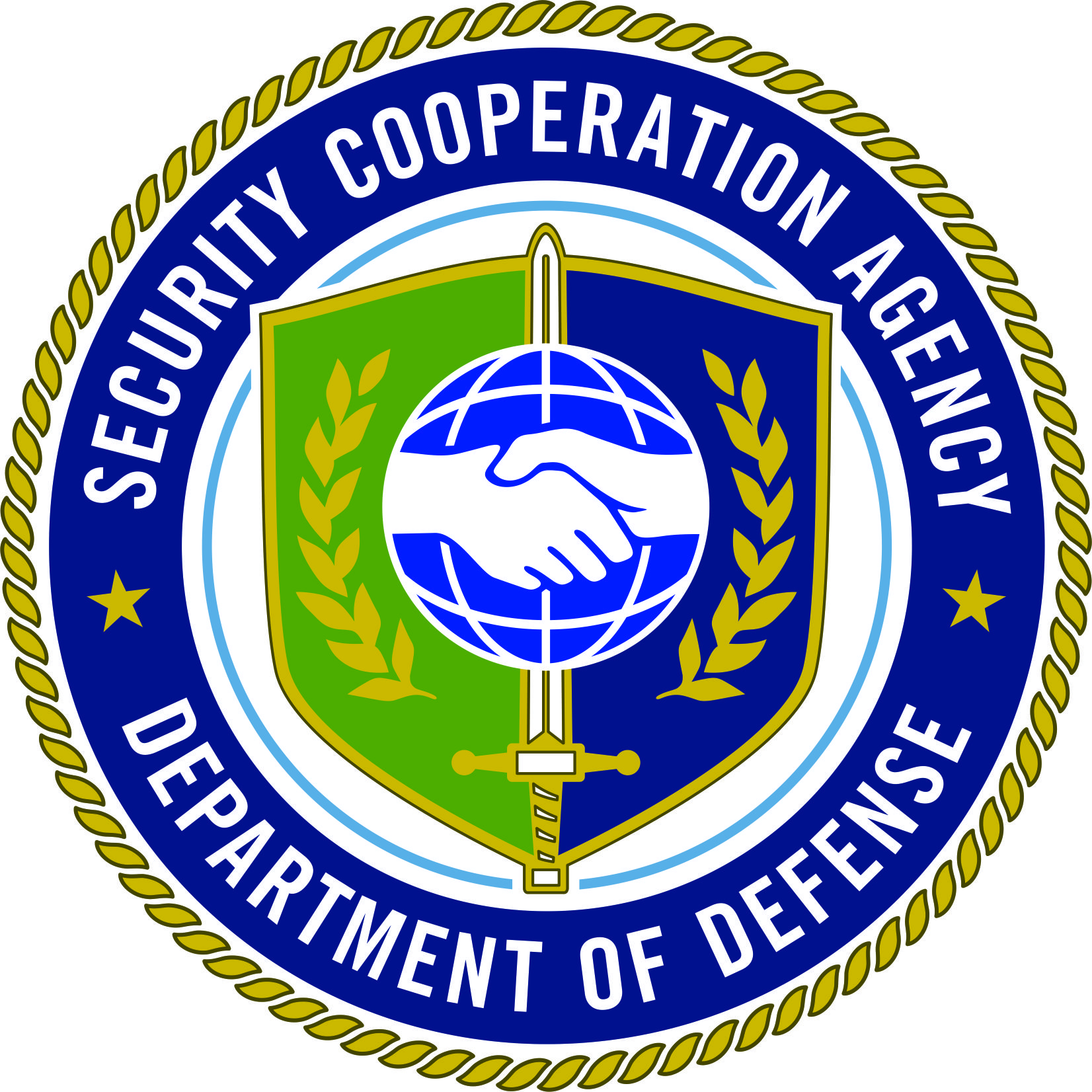
アメリカ国防安全保障協力局紋章

アメリカ国防安全保障協力局（アメリカこくぼうあんぜんほしょうきょうりょくきょく、英：Defense Security Cooperation Agency）は、国防総省の安全保障政策を担当する機関である。国際安全保障協力局は国際安全保障問題担当次官補の指揮監督下にある。大規模災害発生時の救助や後進国への人道支援、地雷除去活動支援なども任務としている。

## 組織
- 国防安全保障協力局長官
- 国防安全保障協力局副長官
- 長官官房
- 法律顧問室
- 議会対策・広報室
- 運用部
  - アジア・太平洋・アメリカ課
  - 欧州・アフリカ課
  - 中東・南アジア課
- 事業計画部
  - 融資・職業訓練・末端監視課
  - 人道支援・災害救助・地雷活動課
  - 兵器課
- 戦略部
  - 計画課
  - 政策課
  - 要求課
- 事業運用官
- 情報技術部
- 国防安全保障支援研究所
- 国防国際法学研究所